# Copa Africana de Naciones Sub-17 2019
La Copa Africana de Naciones Sub-17 de 2019 fue la 13.ª edición. El país anfitrión fue Tanzania y los partidos se disputaron entre el 14 de abril y el 28 de abril. El campeón del torneo fue la selección de Camerún, quien consiguió su segundo título en la categoría.
En mayo de 2015, se decidió que el torneo sería organizado por Tanzania. Los semifinalistas participarán en la Copa Mundial de Fútbol Sub-17 de 2019 que se realizará en Brasil, para la cual cuatro cupos estuvieron disponibles.
La CAF decidió en julio de 2017 que el formato de la competencia clasificatoria debería cambiarse y dividirse según las zonas. Al final de la fase de clasificación, siete equipos se unieron al anfitrión Tanzania.

## Equipos participantes
| Equipos participantes | Equipos participantes | Equipos participantes | Equipos participantes |
| --------------------- | --------------------- | --------------------- | --------------------- |
| Angola                | Guinea                | Nigeria               | Tanzania              |
| Camerún               | Marruecos             | Senegal               | Uganda                |

## Sedes
Fueron dos las sedes en las cuales se desarrolló la competencia.
| Dar es-Salaam                   | Tanzania              | Mbagala           |
| ------------------------------- | --------------------- | ----------------- |
| Estadio Nacional Benjamin Mkapa | Dar es-Salaam Mbagala | Estadio Chamazi   |
| Capacidad: 60 000               | Dar es-Salaam Mbagala | Capacidad: 20 000 |
|                                 | Dar es-Salaam Mbagala |                   |

## Sorteo
El sorteo del torneo final se llevó a cabo el 20 de diciembre de 2018, a las 19:30 EAT (UTC+3), en el Centro de Conferencias de la Ciudad de Mlimani en Dar es-Salaam. Los ocho equipos fueron sorteados en dos grupos de cuatro equipos. Los anfitriones Tanzania fueron colocados en el Grupo A y se asignaron a la posición A1, mientras que el tercer lugar de la edición 2017 Guinea se colocó en el Grupo B y se asignó a la posición B1 (los campeones y finalistas de 2017, Malí y Ghana no calificaron). Los seis equipos restantes se ubicaron en función de sus resultados en la Copa Africana de Naciones Sub-17 2017 (torneo final y eliminatorias), y fueron sorteados a cualquiera de las tres posiciones restantes en cada grupo.
| Asignados                                           | Bombo 1            | Bombo 2                                  |
| --------------------------------------------------- | ------------------ | ---------------------------------------- |
| - Tanzania (anfitrión) - Guinea (tercer lugar 2017) | - Camerún - Angola | - Marruecos - Nigeria - Senegal - Uganda |

## Árbitros oficiales
Un total de quince árbitros centrales y catorce árbitros asistentes fueron designados para el torneo, incluyendo una mujer como árbitro principal y dos mujeres como árbitros asistentes, siendo la primera vez que mujeres árbitros son designadas en un torneo masculino de la CAF.
Árbitros
| - Nabil Boukhalfa - Issa Sy - Tsegay Mogos Teklu - Abdoul Karim Twagiramukiza - Ahmed Mahrous Hassan El Ghandour | - Samir Guezzaz - Dahane Beida - Mashood Ssali - Pierre Atcho - Tirelo Mositwane | - Blaise Yuven Ngwa - Abdulwahid Huraywidah - Andofetra Rakotojaona - Basheer Salisu - Mrs Jonesia Rukyaa Kabakama |

Árbitros asistentes
| - Eric Ayimavo - Habib Judicael Sanou - Adam Brahim Ahmat - Salah Abdi Mohamed - Nouha Bangoura | - Youssef El-Bosaty - Mrs Mary Njoroge - Mrs Lidwine Rakotozafinoro - Abelmiro Dos Reis Montenegro - James Emile | - Omer Hamid Ahmed - Mohamed Mkono - Khalil Hassani - Thomas Kusosa |

## Resultados
Los equipos se clasificaron según puntos (3 puntos por victoria, 1 punto por empate, 0 puntos por pérdida) y, si estaban empatados en puntos, se aplicaron los siguientes criterios de desempate, en el orden dado, para determinar las clasificaciones (artículo 72 del Reglamento):
1. Puntos en partidos cara a cara entre equipos empatados.
2. Diferencia de goles en partidos cara a cara entre equipos empatados.
3. Los goles anotaron en enfrentamientos directos entre equipos empatados.
4. Si hay más de dos equipos empatados, y después de aplicar todos los criterios de cabeza a cabeza mencionados anteriormente, un subconjunto de equipos aún está vinculado, todos los criterios de cabeza a cabeza mencionados anteriormente se vuelven a aplicar exclusivamente a este subconjunto de equipos.
5. Diferencia de goles en todos los partidos de grupo.
6. Goles anotados en todos los partidos de grupo.
7. Sorteo.

Los dos primeros de cada grupo pasaron a la siguiente ronda. Los horarios corresponden a la hora local de Tanzania (UTC+3).
|  | Clasificado para la Copa Mundial de Fútbol Sub-17 de 2019 y las semifinales. |

### Grupo A
| Equipo   | Pts | PJ | PG | PE | PP | GF | GC | Dif |
| -------- | --- | -- | -- | -- | -- | -- | -- | --- |
| Nigeria  | 7   | 3  | 2  | 1  | 0  | 7  | 5  | 2   |
| Angola   | 6   | 3  | 2  | 0  | 1  | 5  | 3  | 2   |
| Uganda   | 4   | 3  | 1  | 1  | 1  | 4  | 2  | 2   |
| Tanzania | 0   | 3  | 0  | 0  | 3  | 6  | 12 | -6  |

| 14 de abril de 2019, 16:00 | Tanzania                                                 | 4:5 (1:3) | Nigeria                                              | Estadio Nacional, Dar es-Salam |                     |
|                            | E. John 22' 60' (pen.) · K. John 52' · Shaibu 57' (a.g.) | Reporte   | Olaniyan 21' · Ubani 30' 72' · Amoo 37' · Jabaar 78' | Árbitro(s): Issa Sy            | Árbitro(s): Issa Sy |

| 14 de abril de 2019, 19:00 | Angola      | 1:0 (1:0) | Uganda | Estadio Nacional, Dar es-Salam |                             |
|                            | Capemba 32' | Reporte   |        | Árbitro(s): Nabil Boukhalfa    | Árbitro(s): Nabil Boukhalfa |

| 17 de abril de 2019, 14:00 | Nigeria             | 1:0 (1:0) | Angola | Estadio Nacional, Dar es-Salam               |                                              |
|                            | Olusegun 21' (pen.) | Reporte   |        | Árbitro(s): Ahmed Mahrous Hassan El Ghandour | Árbitro(s): Ahmed Mahrous Hassan El Ghandour |

| 17 de abril de 2019, 17:00 | Uganda                             | 3:0 (2:0) | Tanzania | Estadio Nacional, Dar es-Salam |                           |
|                            | Kawooya 16' · Asaba 28' · Yiga 77' | Reporte   |          | Árbitro(s): Samir Guezzaz      | Árbitro(s): Samir Guezzaz |

| 20 de abril de 2019, 16:00 | Tanzania                | 2:4 (2:2) | Angola                                         | Estadio Nacional, Dar es-Salam    |                                   |
|                            | Jumanne 12' · Ngoda 44' | Reporte   | Tomé 17' · Capemba 42' (pen.) 72' · Nzanza 68' | Árbitro(s): Abdulwahid Huraywidah | Árbitro(s): Abdulwahid Huraywidah |

| 20 de abril de 2019, 16:00 | Nigeria    | 1:1 (0:0) | Uganda   | Estadio Chamazi, Mbagala      |                               |
|                            | Jabaar 74' | Reporte   | Alou 69' | Árbitro(s): Blaise Yuven Ngwa | Árbitro(s): Blaise Yuven Ngwa |

### Grupo B
| Equipo                 | Pts | PJ | PG | PE | PP | GF | GC | Dif |
| ---------------------- | --- | -- | -- | -- | -- | -- | -- | --- |
| Camerún                | 7   | 3  | 2  | 1  | 0  | 4  | 1  | 3   |
| Guinea (descalificado) | 6   | 3  | 2  | 0  | 1  | 3  | 3  | 0   |
| Senegal                | 2   | 3  | 0  | 2  | 1  | 2  | 3  | -1  |
| Marruecos              | 1   | 3  | 0  | 1  | 2  | 2  | 4  | -2  |

| 15 de abril de 2019, 14:00 | Guinea | 0:2 (0:1) | Camerún                 | Estadio Chamazi, Mbagala       |                                |
|                            |        | Reporte   | Mvoué 42' · Djouffo 72' | Árbitro(s): Mogos Teklu Tsegay | Árbitro(s): Mogos Teklu Tsegay |

| 15 de abril de 2019, 17:00 | Marruecos    | 1:1 (0:0) | Senegal   | Estadio Chamazi, Mbagala        |                                 |
|                            | Bentayeb 47' | Reporte   | Baldé 88' | Árbitro(s): Karim Twagiramukiza | Árbitro(s): Karim Twagiramukiza |

| 18 de abril de 2019, 14:00 | Camerún          | 2:1 (0:1) | Marruecos    | Estadio Chamazi, Mbagala |                          |
|                            | Seidou 73' 90+2' | Reporte   | Bentayeb 22' | Árbitro(s): Dahane Beida | Árbitro(s): Dahane Beida |

| 18 de abril de 2019, 17:00 | Senegal    | 1:2 (1:1) | Guinea              | Estadio Chamazi, Mbagala  |                           |
|                            | Diallo 10' | Reporte   | Bah 33' · Fanyé 80' | Árbitro(s): Mashood Ssali | Árbitro(s): Mashood Ssali |

| 21 de abril de 2019, 16:00 | Guinea    | 1:0 (0:0) | Marruecos | Estadio Chamazi, Mbagala |                          |
|                            | Fanyé 64' | Reporte   |           | Árbitro(s): Pierre Atcho | Árbitro(s): Pierre Atcho |

| 21 de abril de 2019, 16:00 | Camerún | 0:0     | Senegal | Estadio Nacional, Dar es-Salam          |                                         |
|                            |         | Reporte |         | Árbitro(s): Mrs Jonesia Rukyaa Kabakama | Árbitro(s): Mrs Jonesia Rukyaa Kabakama |

## Segunda fase
En la fase eliminatoria, se utilizaron los lanzamientos penales (sin tiempo extra) para decidir el ganador si era necesario.

### Cuadro final
|  | Semifinales                 | Semifinales                 |       |                             | Final                       | Final |  |
|  |                             |                             |       |                             |                             |       |  |
|  |                             |                             |       |                             |                             |       |  |
|  | 24 de abril - Dar es-Salaam |                             |       |                             |                             |       |  |
|  | Nigeria                     | 0 (9)                       |       |                             |                             |       |  |
|  | Guinea (p.)                 | 0 (10)                      |       |                             |                             |       |  |
|  |                             |                             |       |                             |                             |       |  |
|  |                             |                             |       |                             | 28 de abril - Dar es-Salaam |       |  |
|  |                             |                             |       |                             | Guinea                      | 0 (3) |  |
|  |                             | Camerún (p.)                | 0 (5) |                             |                             |       |  |
|  |                             |                             |       |                             |                             |       |  |
|  |                             |                             |       |                             |                             |       |  |
|  |                             |                             |       |                             | Tercer lugar                |       |  |
|  | 24 de abril - Dar es-Salaam | 24 de abril - Dar es-Salaam |       | 27 de abril - Dar es-Salaam | 27 de abril - Dar es-Salaam |       |  |
|  | Camerún (p.)                | 0 (4)                       |       | Nigeria                     | 1                           |       |  |
|  | Angola                      | 0 (3)                       |       |                             | Angola                      | 2     |  |

### Semifinales
| 24 de abril de 2019, 16:00 | Nigeria                                                                                     | 0:0 (9:10 p.)              | Guinea                                                                                         | Estadio Nacional, Dar es-Salam    |                                   |
|                            |                                                                                             | Reporte                    |                                                                                                | Árbitro(s): Andofetra Rakotojaona | Árbitro(s): Andofetra Rakotojaona |
|                            |                                                                                             | Tiros desde el punto penal |                                                                                                |                                   |                                   |
|                            | Jabaar · Ishaya · Olusegun · Ikenna · Olaniyan · Tanko · Abdullahi · Ubani · Tijani · Oduko |                            | A. Bangoura · Touré · Conté · S. Bangoura · Keita · M. Bangoura · Bah · Fofana · Dabo · Soumah |                                   |                                   |

| 24 de abril de 2019, 19:30 | Camerún                        | 0:0 (4:3 p.)               | Angola                                          | Estadio Nacional, Dar es-Salam |                     |
|                            |                                | Reporte                    |                                                 | Árbitro(s): Issa Sy            | Árbitro(s): Issa Sy |
|                            |                                | Tiros desde el punto penal |                                                 |                                |                     |
|                            | Mvoué · Ndongo · Noah · Amadou |                            | Domingos · Cisco · Cambuta · Luvumbo · Abrantes |                                |                     |

### Tercer puesto
| 27 de abril de 2019, 16:00 | Nigeria   | 1:2 (1:1) | Angola                    | Estadio Nacional, Dar es-Salam         |                                        |
|                            | Ubani 30' | Reporte   | Capemba 27' · Luvumbo 49' | Árbitro(s): Abdoul Karim Twagiramukiza | Árbitro(s): Abdoul Karim Twagiramukiza |

### Final
| 28 de abril de 2019, 16:00 | Guinea                           | 0:0 (3:5 p.)               | Camerún                                    | Estadio Nacional, Dar es-Salam |                          |
|                            |                                  | Reporte                    |                                            | Árbitro(s): Dahane Beida       | Árbitro(s): Dahane Beida |
|                            |                                  | Tiros desde el punto penal |                                            |                                |                          |
|                            | Bangoura · Touré · Conté · Sacko |                            | Mvoué · Ndongo · Djouffo · Nang · Moubarak |                                |                          |

| Bandera de Camerún |
| Campeón Camerún    |
| 2.º título         |

## Clasificados a la Copa Mundial de Fútbol Sub-17 Brasil 2019
| Bandera de Camerún     | Bandera de Nigeria     | Bandera de Angola      | Bandera de Senegal     |
| Camerún                | Nigeria                | Angola                 | Senegal                |
| Clasificado: 18/4/2019 | Clasificado: 20/4/2019 | Clasificado: 20/4/2019 | Clasificado: 17/5/2019 |
| ---------------------- | ---------------------- | ---------------------- | ---------------------- |

## Goleadores
| Jugador         | Equipo    | Goles |
| --------------- | --------- | ----- |
| Osvaldo Capemba | Angola    | 4     |
| Wisdom Ubani    | Nigeria   | 3     |
| Ismaila Seidou  | Camerún   | 2     |
| Momo Fanyé      | Guinea    | 2     |
| Tawfik Bentayeb | Marruecos | 2     |
| Ibraheem Jabaar | Nigeria   | 2     |
| Edmund John     | Tanzania  | 2     |

## Nota
1. ↑  
Inicialmente Guinea estaba clasificada al torneo. Sin embargo, el 17 de mayo de 2019, la CAF decide excluirlo por presentar documentos falsificados de la edad de los jugadores Aboucacar Conte y Tidiane Keita, otorgándole a Senegal el pase al mundial.

### Castigo de la Federación Guineana de Fútbol
El equipo representativo de Guinea fue excluido de la Copa Mundial de Fútbol Sub-17 de 2019.
Se evitará que un equipo representativo entre en las próximas dos ediciones de la competencia.
Los dos jugadores con documentos falsificados; Aboubacar Conte y Tidiane Keita fueron prohibidos por dos años.
La CAF solicitó la devolución de las medallas del subcampeón, de lo contrario, resultaría en una multa de $ 20,000 dólares estadounidenses.
La Federación de Fútbol de Guinea también recibió una multa de $ 50,000 dólares estadounidenses, con una multa adicional de $ 50,000 USD en caso de que ocurra un incidente similar en los próximos cuatro años.
El miembro de la Federación de Fútbol de Guinea que presentó los documentos falsificados fue suspendido de estar involucrado en asuntos de fútbol durante dos años.